# Priya Kansara
Priya Uday Kansara (* 1995 oder 1996 in Enfield Town) ist eine britische Schauspielerin.

## Leben und Karriere
Kansar studierte an der University College London. Ihr Debüt gab sie 2022 in der Serie Bridgerton. Im selben Jahr trat sie in der Serie The Bastard Son & The Devil Himself auf. Ihren Durchbruch erlangte sie 2023 mit der Hauptrolle als Ria Khan in der Actionkomödie Polite Society. Für diese Rolle erhielt sie eine Nominierung in der Kategorie „Breakthrough Performance“ bei den British Independent Film Awards 2023.
2025 ist Kansara in der Fernsehserie Dope Girls zu sehen.

## Filmografie
- 2022: Bridgerton (Fernsehserie, 2 Episoden)
- 2022: The Bastard Son & The Devil Himself (Fernsehserie, 3 Episoden)
- 2023: Polite Society
- 2025: Dope Girls (Fernsehserie)